# Vendien
Le Vendien est un étage géologique informel regroupant le Varangien et l'Édiacarien. Sous cette acception, il s'étend alors de -650 à -542 Ma.
Mais ce terme peut aussi désigner les deux glaciations de Moelv et Mortenses, visibles en Norvège et il fut également proposé en 2005 pour dénommer toute la partie supérieure de l'Édiacarien, de -582,1 Ma à -542,6 Ma.
En outre, dans la géologie du craton sibérien, le Vendien fait cette fois suite au Riphéen, lequel est un étage informel regroupant les périodes de l'Ectasien, du Sténien et du Tonien, de - 1 400 Ma à - 800 Ma environ.
La notion de faune vendienne réfère à la faune de l'Édiacarien.